# 小錫特金島

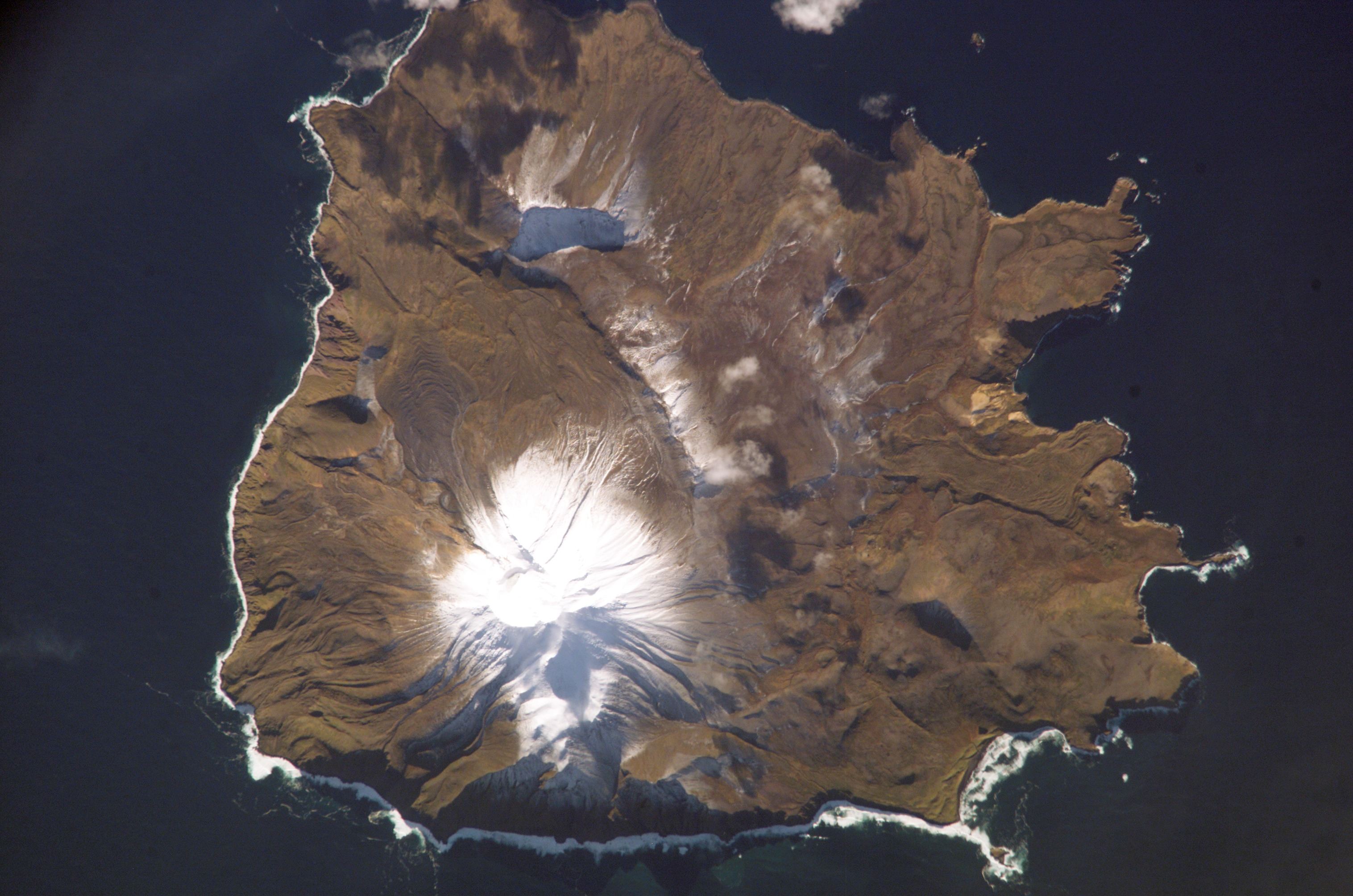

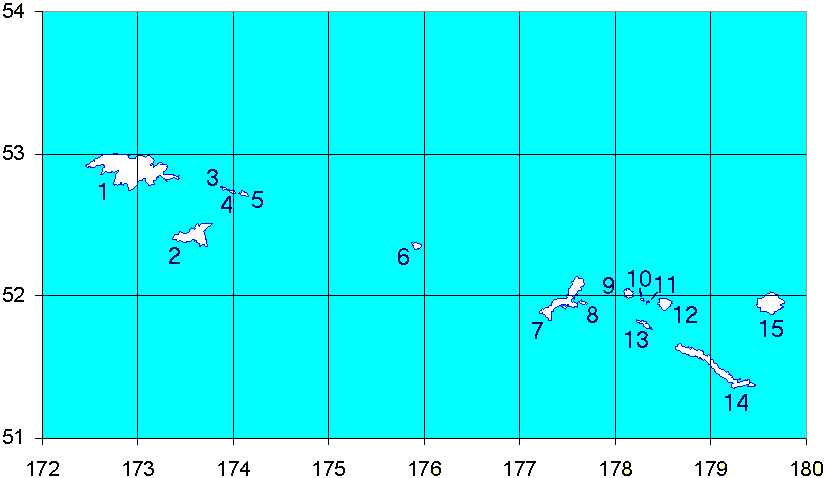

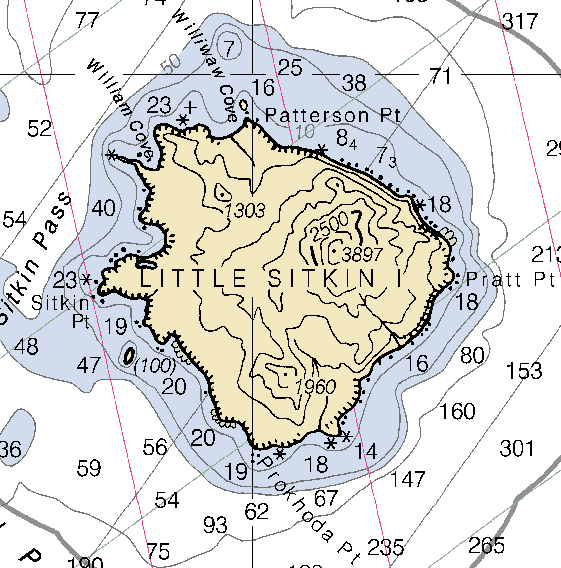

小錫特金島是美國的火山島，位於太平洋海域，屬於拉特群島的一部分，由阿拉斯加州負責管轄，直徑約6英里，最高點海拔高度1,188米，最近一次火山噴發在1830年發生。

## 外部連結
- Little Sitkin Photos （页面存档备份，存于） Photographs from Little Sitkin Island, July 2008

51°56′55″N 178°30′15″E / 51.94861°N 178.50417°E